# 异种4
《异种4》（英語：Species–The Awakening）是一部2007年制作的动作惊悚科幻电影。这部电影是《异种》电影系列的第四部作品，与前作《异种3》同样由本·里普利担任编剧，是一部于2007年9月29日在美国的有线电视频道Syfy上首播的低成本电视电影，DVD在10月2日發行。该电影的角色和剧情与前三部电影毫无联系，是一个全新的故事，由尼克·里昂执导，本·克羅斯、海倫娜·馬特森、多米尼克·基汀、玛琳·法维拉主演。
香港於2008年1月24日由得利影視代理發行未經刪剪版VCD，DVD以5-DVD珍藏套裝《異種四部曲》的形式發行。台灣於2008年3月27日也是由得利影視代理發行DVD。

## 剧情
米蘭達·霍蘭德是一位美丽聪明的年轻女子。她是一名大学教授，和她在博物馆工作的“叔叔”湯姆·霍蘭德住在一起。她的父母在车祸中丧生后，湯姆叔叔便收养了她。米蘭達的智慧出类拔萃，可以通过触摸来阅读书籍，甚至不需要打开它们。米蘭達一直认为，自从她的父母在她婴儿时期的一次事故中丧生后，她就一直和她的“叔叔”住在一起。生日过后，米蘭達外出约会，后来被晨跑的大叔发现她浑身赤裸着昏倒在路边，于是她被送往当地医院。警察打电话通知了汤姆，汤姆立刻开车赶往医院。当米蘭達躺在医院的X光仪器下时，她悄无声息地变异成了可怕的外星人，并在完全丧失理智的情况下残忍杀死了几名医生和护士。第二天早上，当汤姆到达医院时，他发现医院里到处都是尸体。汤姆顺着血迹脚印找到了变回人形并昏倒在地上的米蘭達，汤姆马上给她注射了能够抑制外星人基因的人类激素，之后汤姆就开车送她前往墨西哥，打算去那里寻求他的老朋友福布斯·麦奎爾的帮助。
在去墨西哥的路上，米蘭達醒了过来，并向汤姆叔叔询问她“生病”的原因。事已至此，汤姆也不打算再隐瞒米蘭達，他告诉米蘭達，她是一个结合了人类和外星人基因的实验结果，这个实验是他和他的朋友福布斯·麦奎爾一起在大学期间进行的。米蘭達从小就被汤姆给注射了人类激素来抑制她的外星人基因（因此，她从来没有进入过茧中孵化期，也没有像人类一样变老）。并且她的父母根本就不存在，他们只是汤姆为了帮助米蘭達建立“正常生活”而编造的故事，他一直让米蘭達相信她的双亲是死于车祸，而她母亲的哥哥湯姆收養了她這個姪女，直到米蘭達不再向他问起这件事情。汤姆還解释说，他和福布斯之所以分道扬镳，是因为他们对自己的实验有不同的看法。
当他们到达墨西哥后，汤姆安排米蘭達在汽车旅馆的房间里休息，而汤姆打算花一天时间去寻找福布斯。在寻找福布斯的途中，汤姆遭遇到了伪装成修女和伪装成出租车司机的外星人的袭击，好在最终有惊无险。汤姆和米蘭達最后找到了福布斯现在的居所。福布斯现在正和他最近的实验对象一起生活，他的实验对象名叫阿佐拉，也是另一个人类和外星人的基因杂交体，同时也是他的助手和爱人。为了支持他的实验，福布斯制作了死去宠物和亲戚的半外星人复制品。福布斯检查了米蘭達的身体状况，发现米蘭達已经走到了生命的尽头，她将会在几天内死亡。她变成外星人是因为她身体里的外星人基因在发生抗拒反应，因为她的人类形态免疫系统相对较弱。能延续生命的唯一方法就是给米蘭達注射新鲜的人类基因。但是米蘭達不会允许这样的事情发生，因为她意识到这会导致另一个人的牺牲，她已经不想再杀人了。随着米蘭達再次失去知觉，汤姆狠下心来决定去寻找一个“捐赠者”。汤姆在夜晚的大街上看上了一个女人，并试图将她拐走，令他没想到的是他被这个女人给打劫了。随后阿佐拉突然出现，制服了这个女人。两人把她带回到福布斯的实验室，在那里他们成功地延长了米蘭達的生命。
然而，苏醒后的米蘭達行为举止显得格外异常，她开玩笑地说她想要和阿佐拉做爱。然后还试图勾引汤姆，想要在他们的酒店房间里发生性关系。汤姆拒绝了米蘭達，他让她去休息，并相信她在手术过程中已经神志不清了。于是米蘭達怒气冲冲地走了，说是要自己出去寻找快乐。汤姆感觉米蘭達有些不太对劲，他发现福布斯做了一个草率的实验，米蘭達的荷尔蒙极不稳定，使得她的外星人基因变得越来越占优势，这会导致她人性的一面逐渐消失。由于她外星人基因的交配本能，米蘭達设法引诱客栈老板（另一个混血异种）。然而，米蘭達在发现他已经被绝育的情况下，她杀死了他，然后她又去酒吧寻找潜在的性伴侣。米蘭達来到酒吧，看到一个穿着撩人的红色裙子的女歌手受到了很多关注，于是她偷偷溜到后台，恐吓女歌手让她将她身上穿着的红色裙子脱给她。
汤姆希望赶紧找到米蘭達，打算给她注射镇静剂，这样他们就能趁她昏迷的时候修复她基因中的不平衡。福布斯给了他近乎致命的剂量，但他警告汤姆说米蘭達现在已经是“100%的纯生物”了，必须要阻止她在外面繁衍异种后代。而且更糟糕的是，多亏了新的干细胞移植，米蘭達已经不再是绝育状态了。汤姆来到教堂寻找米蘭達，令他没想到的是他遭到了阿佐拉的袭击，由于他的到来改变了一切，所以她很生气。汤姆设法把阿佐拉压死在一个大型的十字架下之后便离开了教堂。同时，米蘭達穿着女歌手的红色裙子在酒吧里勾引并杀死了一个男人，引起了不小的骚乱。福布斯正巧开车路过酒吧发现了米蘭達的行踪，他跟踪米蘭達来到一个废弃的仓库，在那里她脱光了衣服。然后米蘭達向他透露，自从他们相识以来，福布斯就一直想和她发生性关系。福布斯赶忙拿出了镇静剂，不料却被米蘭達捏住了手腕，让他放下了镇静剂。福布斯最终屈服于他的欲望，让米蘭達剥了他的衣服。当他们交配完成后，米蘭達变成了外星人的形态，并把她可怕的舌头伸进了福布斯的喉咙，杀死了他。汤姆后来找到了他们，他几乎不同情福布斯，认为他这是咎由自取。米蘭達则浑身赤裸着倒在一旁，汤姆发现了米蘭達腹中的胎动。
汤姆带米蘭達回到福布斯家中的实验室，在那里他通过X光发现一个混血异种正在她的子宫里快速成长。米蘭達醒来后虚弱地对他说，她的人性正在消亡，她不想成为纯粹的外星人，希望汤姆能结束这一切。不幸的是，阿佐拉在愈合了重创并恢复了意识后以外星人的姿态返回到实验室，汤姆被迫与她交战。就在阿佐拉把汤姆逼入绝境时，米蘭達以外星人的姿态现身，她攻击并杀死了阿佐拉。然而，当米蘭達在靠近汤姆的时候，阿佐拉再次崛起，并致命地刺穿了米蘭達。汤姆见状立刻捡起地上的猎枪给了阿佐拉致命一击，使她从楼上摔了下去。汤姆在确认阿佐拉彻底死亡后，他来到了米蘭達身边。奄奄一息的米蘭達以人类的姿态感谢汤姆给了她生命，随后死去。悲伤的汤姆打开了福布斯实验室里所有的煤气灶和油箱后，独自离开了。当他离开时，房子开始炸毁。

## 演員
| 角色                               | 演員          |
| ---------------------------------- | ------------- |
| 米蘭達·霍蘭德（Miranda Hollander） | 海倫娜·馬特森 |
| 湯姆·霍蘭德（Tom Hollander）       | 本·克羅斯     |
| 福布斯·麦奎爾（Forbes Maguire）    | 多米尼克·基汀 |
| 阿佐拉（Azura）                    | 玛琳·法维拉   |

## 電影標題
这部电影的片名经历了几次变化，从最初的《異種4》（Species IV）、《異種：第四部》（Species: Quattro）到最后的《異種：甦醒》（Species: The Awakening）。在前期制作期间，这部电影在电影网站上被称为《異種4》（Species IV），当在线预告片发布时，这部电影又被称为《異種：第四部》（Species: Quattro）。最终，这部电影的导演尼克·里昂在他的官网上公布了这部电影的最终名称。和之前的电影一样，原电影的Logo标志“SPECIES”也被沿用在了这部电影的主标题上。